# مرصد أرسيتري
مرصد أرسيتري هو مرصد فيزيائي فلكي يقع في منطقة أرسيتري الجبلية في ضواحي فلورنسا، إيطاليا بالقرب من فيلا الجوهرة ("The Jewel") منزل عاش فيه غاليليو غاليلي من 1631 حتى وفاته في 1642.
يهتم المرصد بعلم الفلك الرصدي والنظري،, فضلا عن تصميم وبناء أجهزة فلكية. ولقد شارك المرصد بشكل كبير في مشاريع أجهزة القياس التالية:
- التلسكوب الثنائي الكبير
- تلسكوب غاليليو الوطني
- المرآة التكيفية الثانوية لالمقراب العظيم
- تلسكوب غورنيرغات لالأشعة تحت الحمراء
- مرصد المريا المتعددة .

## روابط خارجية
- Osservatorio Astrofisico di Arcetri English website نسخة محفوظة 31 أكتوبر 2013 على موقع واي باك مشين.
- The observatory on Google maps